# Armand Guillaumin
Armand Guillaumin (celým jménem Jean-Baptiste Armand Guillaumin, 16. února 1841, Paříž – 26. června 1927, Orly) byl francouzský malíř, litograf a ilustrátor tvořící ve stylu impresionismu, v pozdním období i fauvismu.

## Život
Pocházel z rodiny dělníka a sám musel od svých 15 let manuálně pracovat. Výtvarné činnosti se mohl věnovat jen ve volných chvilkách a byl do značné míry samouk. Od roku 1861 navštěvoval malířskou školu Académie Suisse kde potkal Cézanna a Pissarra. Spřátelil se s nimi a společně vystavovali roku 1863 na prvním Salonu odmítnutých. Později k jeho přátelům patřil i Vincent van Gogh.
Roku 1886 si vzal svou sestřenici, učitelku Marii-Joséphinu Charretonovou. Roku 1892 vyhrál v loterii 100 000 franků (řádově odpovídá přes 10 000 000 Kč z roku 2014), což ho učinilo finančně nezávislým a mohl se věnovat již jen malování. Odstěhoval se do vesnice Crozant ve střední Francii a cestoval. Zemřel ve věku 86 let jako poslední přeživší člen impresionistické skupiny.

## Galerie

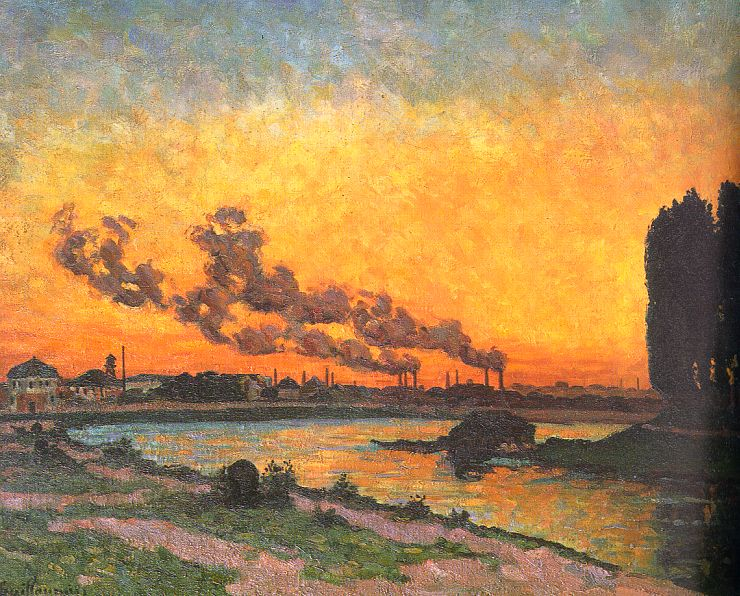
Západ slunce v Ivry
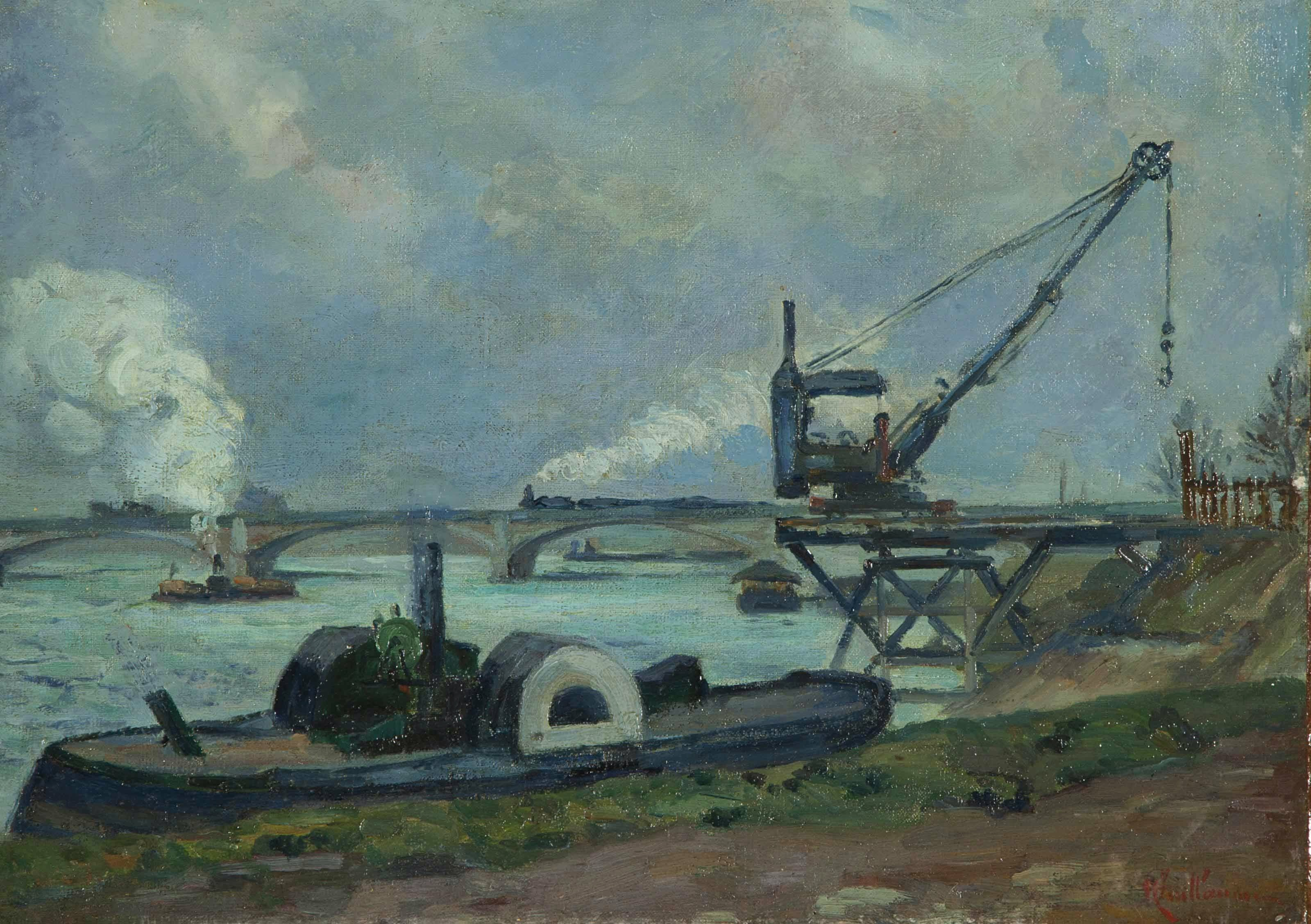
Seina v Paříži
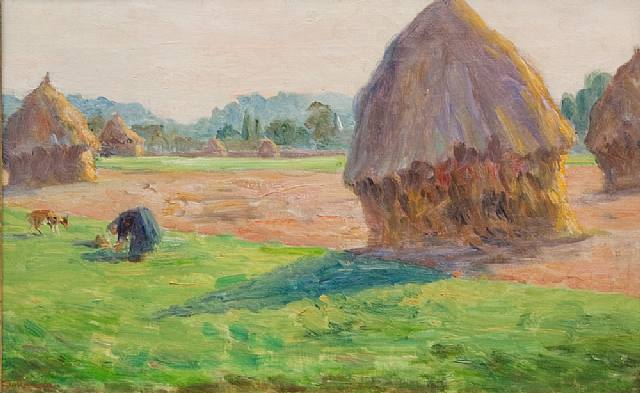
Stohy sena
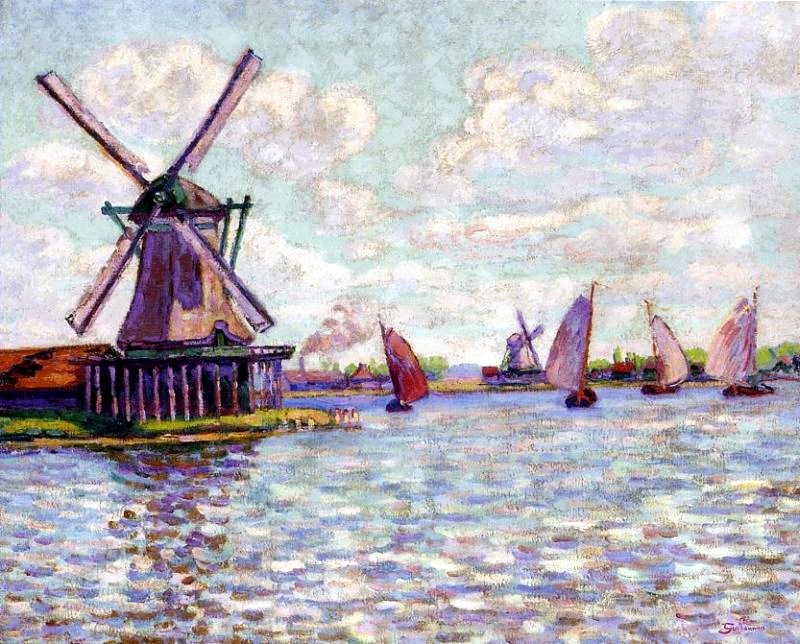
Mlýny v Holandsku